# 4161 Amasis
4161 Amasis è un asteroide della fascia principale. Scoperto nel 1960, presenta un'orbita caratterizzata da un semiasse maggiore pari a 3,0741765 UA e da un'eccentricità di 0,0921975, inclinata di 3,26121° rispetto all'eclittica.